# 백령우체국
백령우체국(白翎郵遞局)은 대한민국 과학기술정보통신부 우정사업본부 경인지방우정청 소속의 우체국이다. 인천광역시 옹진군 백령면 백령로 270에 있다. 백령면, 대청면 지역의 우편을 담당한다.

## 연혁
- 1960년 1월 18일: 경기도 옹진군 백령면 진촌리 695-2 위치에서 6급 관서로 개국
- 1975년 9월 12일: 사무관국 승격
- 1988년 10월 20일: 온라인 개통
- 1995년 3월 1일: 경기도에서 인천광역시로 행정관할구역 변경
- 1999년 1월 1일: 백령북포우체국(소속국) 폐국
- 2002년 6월 3일: 청사신축에 따른 임시청사 운영
- 2004년 1월 5일: 개축 완료에 따라 청사 원위치 이전
- 2010년 11월 8일: 우편구역을 다음과 같이 고시[1]

| 배달국         | 배달구역      |
| -------------- | ------------- |
| 백령우체국     | 백령면        |
| 대청우체국     | 대청면        |
| 대청소청우체국 | 대청면 소청리 |

- 2014년 1월 1일: 우편구역을 다음과 같이 고시[2]

| 배달국     | 배달구역      | 구역번호      |
| ---------- | ------------- | ------------- |
| 백령우체국 | 백령면 전지역 | 23100 ~ 23104 |
| 대청우체국 | 대청면 대청리 | 23105         |
| 소청우체국 | 대청면 소청리 | 23106         |

- 2016년 7월 1일: 백령소청우체국 점심시간 휴무 실시[3]
- 2021년 6월 14일 : 제603군사우체국 폐국 및 제603군사출장소 신설[4]

## 관할우체국
| 우체국명        | 사진 | 주소                                    | 비고                 |
| --------------- | ---- | --------------------------------------- | -------------------- |
| 대청우체국      |      | 인천광역시 옹진군 대청면 대청로7번길 31 |                      |
| 백령소청우체국  |      | 인천광역시 옹진군 대청면 소청동로 88-40 | 점심시간 휴무 실시   |
| 제603군사우체국 |      | 인천광역시 옹진군 백령면 당후길 2       | 2021년 6월 14일 폐국 |
| 제603군사출장소 |      | 인천광역시 옹진군 백령면 당후길 2       | 2021년 6월 14일 신설 |

## 조직
- 영업팀
- 지원팀